# Овчаро-кабларські монастирі

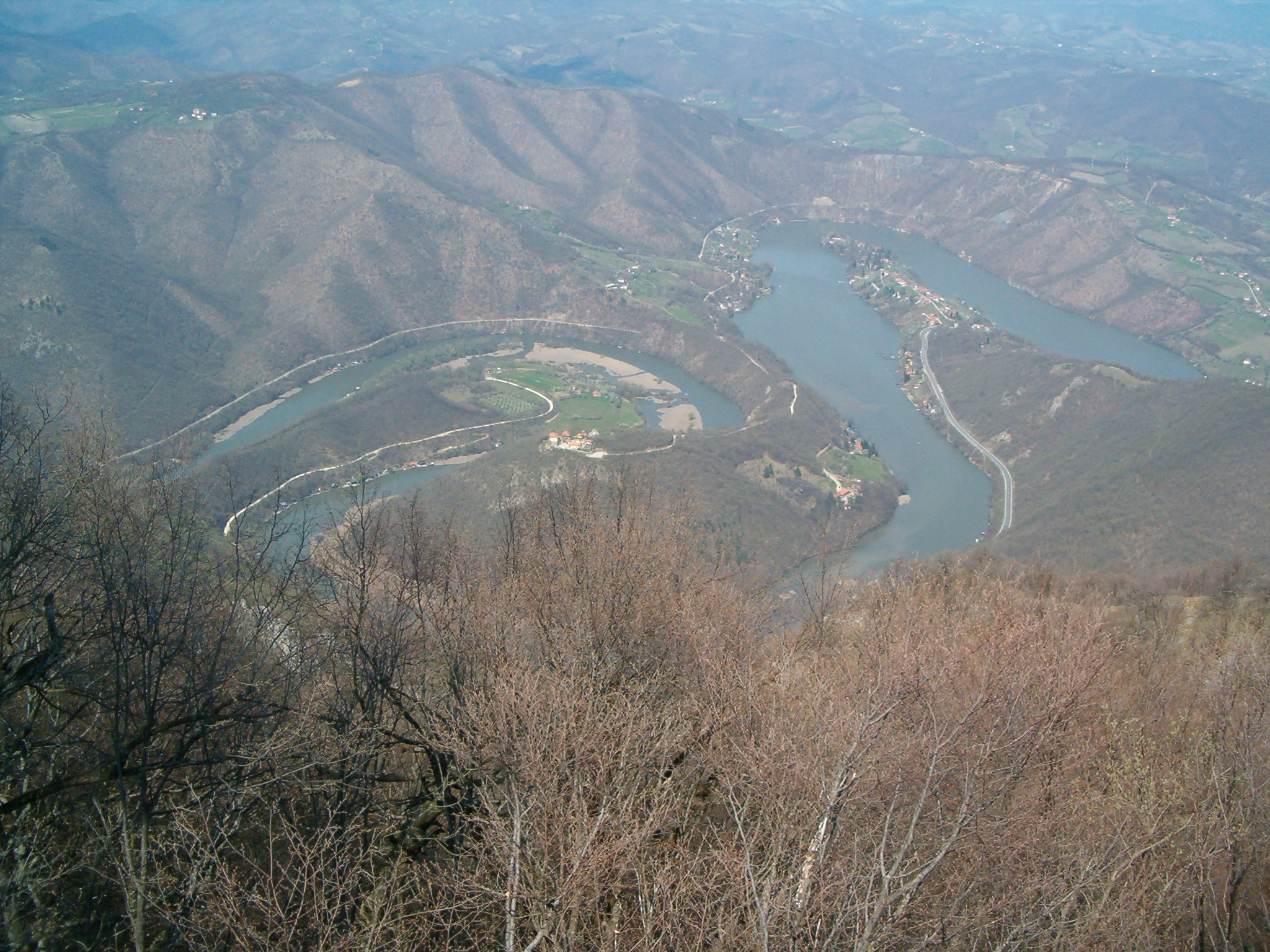
Меандр річки Західна Морава

## Овчаро-кабларські монастирі
Комплекс монастирів розташований у Центральній Сербії західніше міста Чачак у меандрі річки Західна Морава. Монастирі були закладені у XIV-XV ст. в час просування турок і у період діяльності Сербського патріархату Печі. Місцевість ще прийнято називати "Сербською горою Афон".

## Історія
Під горою Овчар на правому березі річки розміщені монастирі Введенський, Вознесенський, Свято-Троїцький, Преображенський і Стрітенський монастирі. Напроти іншому під горою Каблар розташовані Благовіщенський, Іоанно-Предтеченський, Нікольський, Успенський монастирі та Іллінська, Саввінська церкви. Долина річки була частково затоплена після будівництва ГЕС "Овчар Баня" (1954). З часів середньовіччя долина була відома гарячими джерелами, які описав у XVII ст. Евлія Челебі. У Національному музеї Сербії зберігається печатка монастиря св. Георгія, який знаходився у невстановленому місці під горою Овчар. 

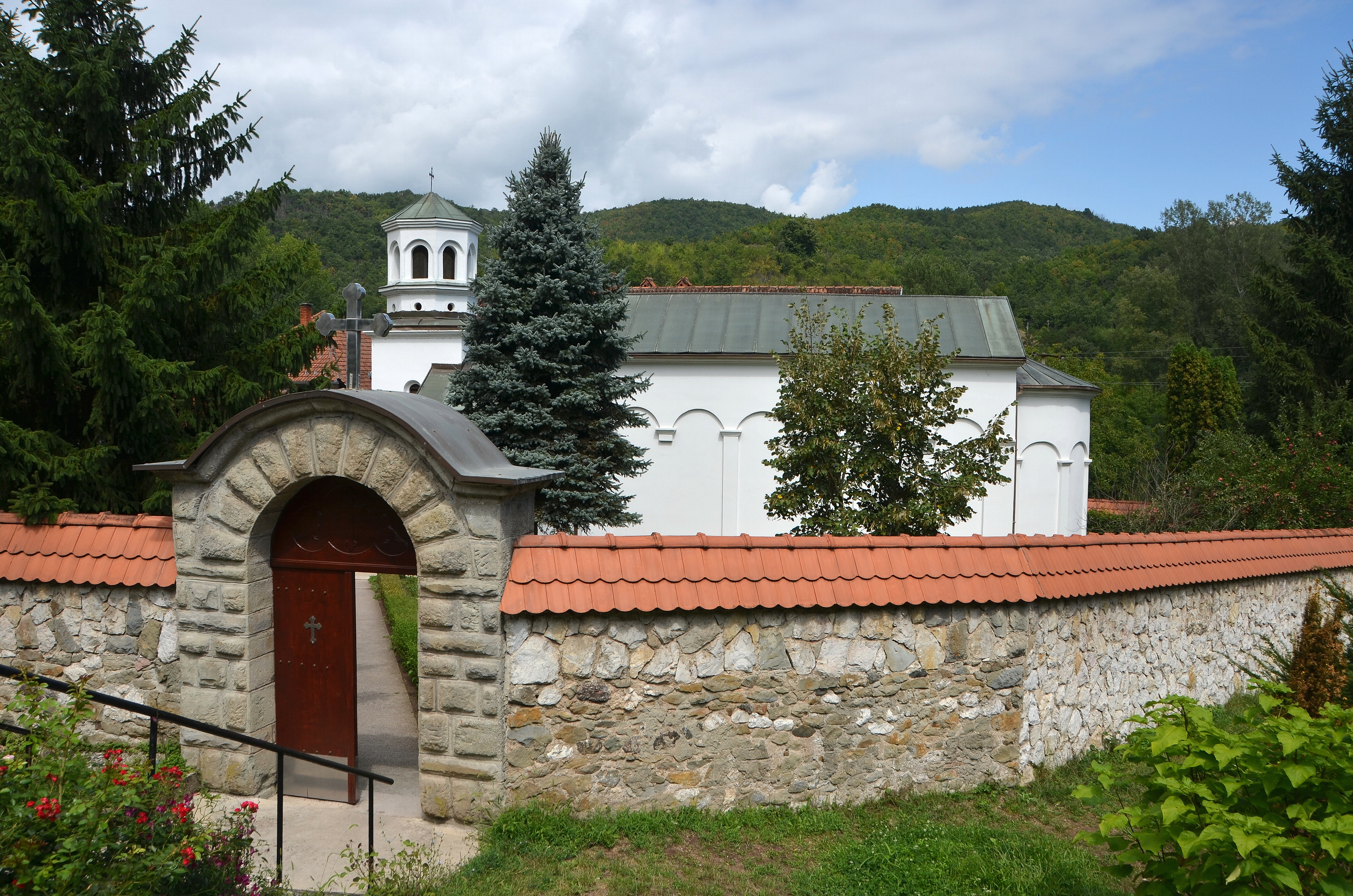
Монастир ВВведенський

### Монастир Введенський
Розташований на виході з ущелини і за легендою збудований свв. Савою і Симеоном. Вперше задокументований 1528 р. Декілька разів зруйнований. Церква зведена 1930 р., з 1933 р. парафіяльна. З 1975 р. діє жіночий монастир.

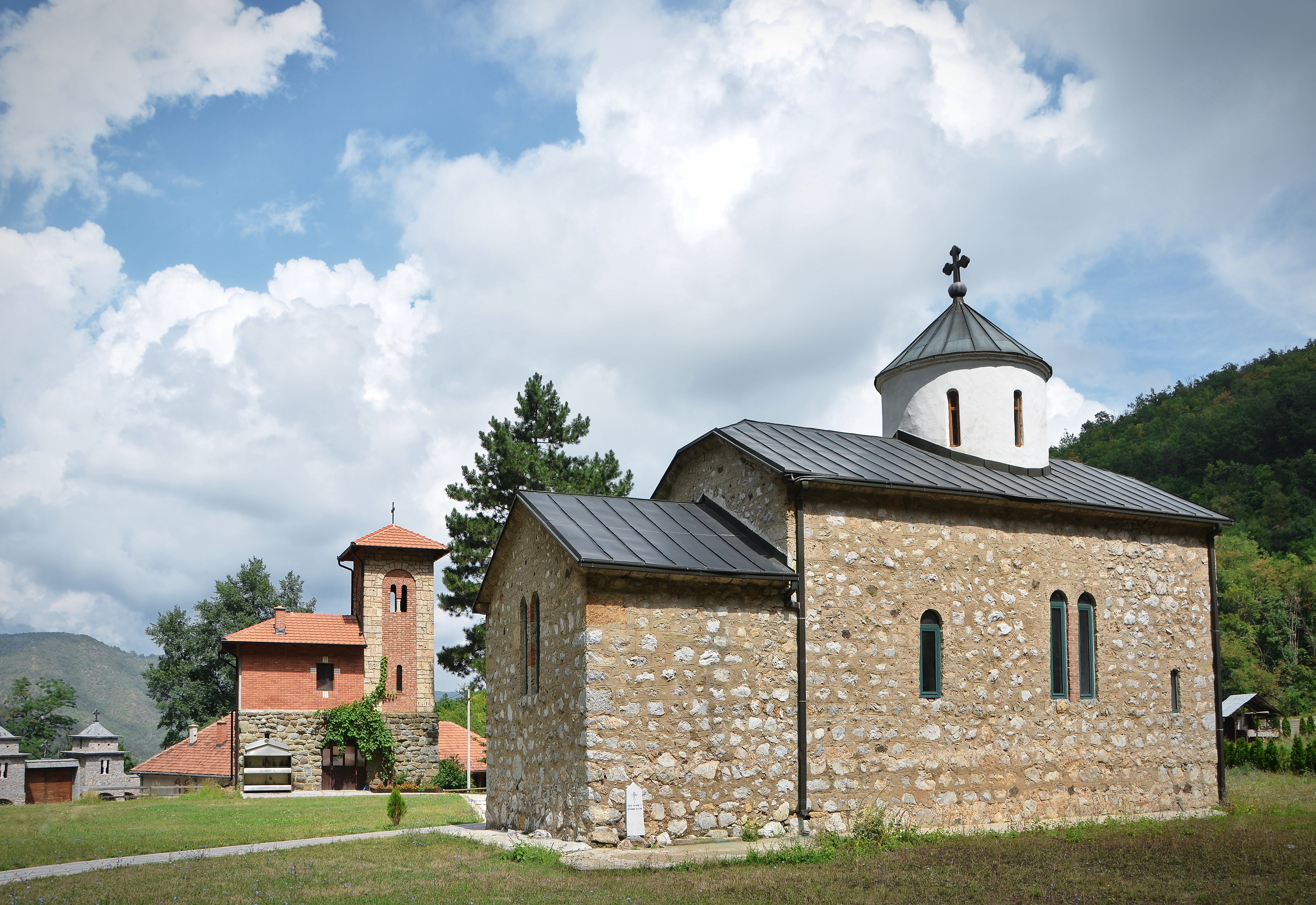
Монастир Вознесенський

### Монастир Вознесенський
Походить з XII - XIII ст. У XVI ст. відомий школою переписування книг, виконання ілюстрацій. Здавна стояв в руїні на 1937 р., коли був відбудований.  

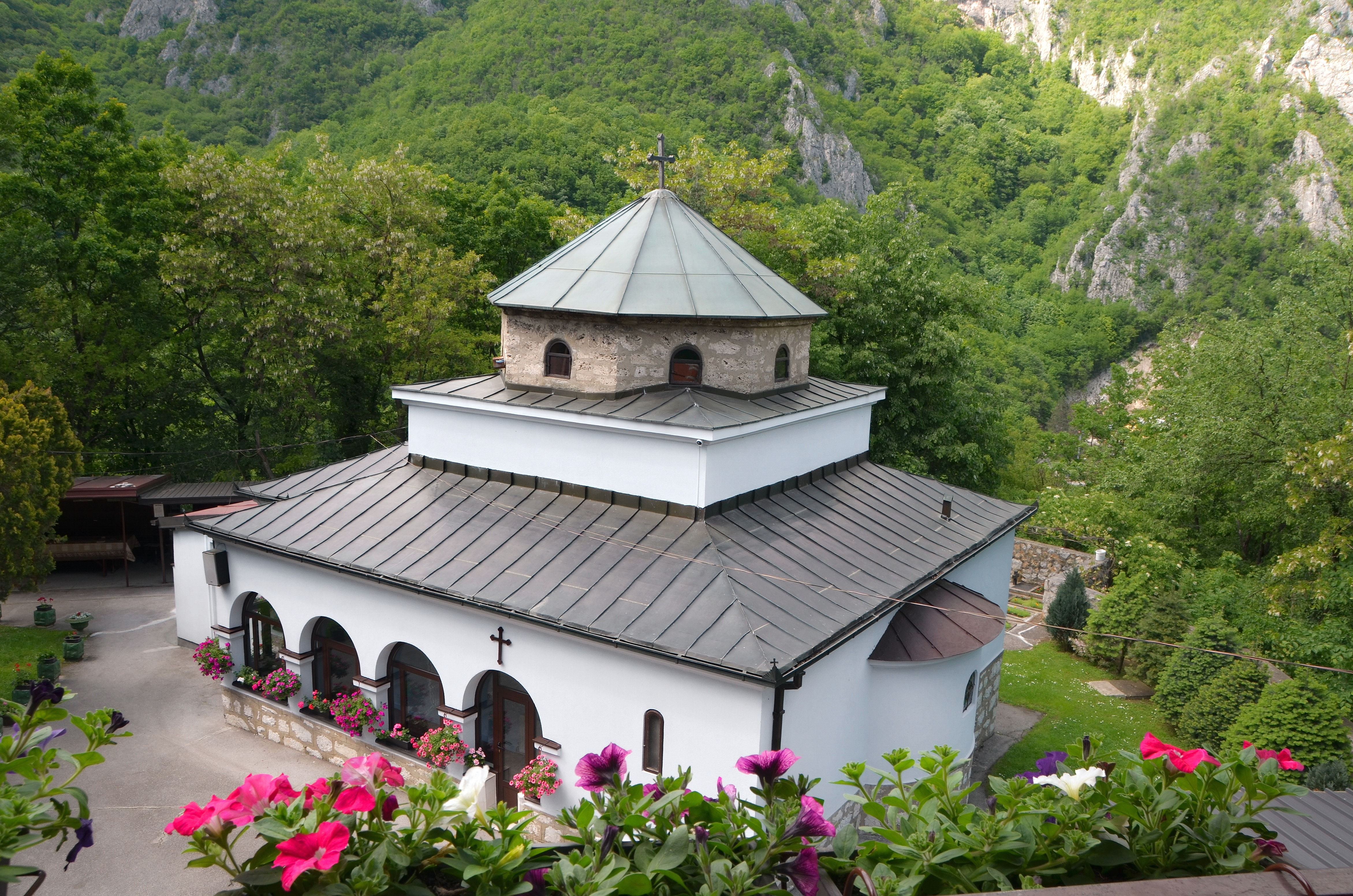
Преображенський монастир

### Монастир Преображенський

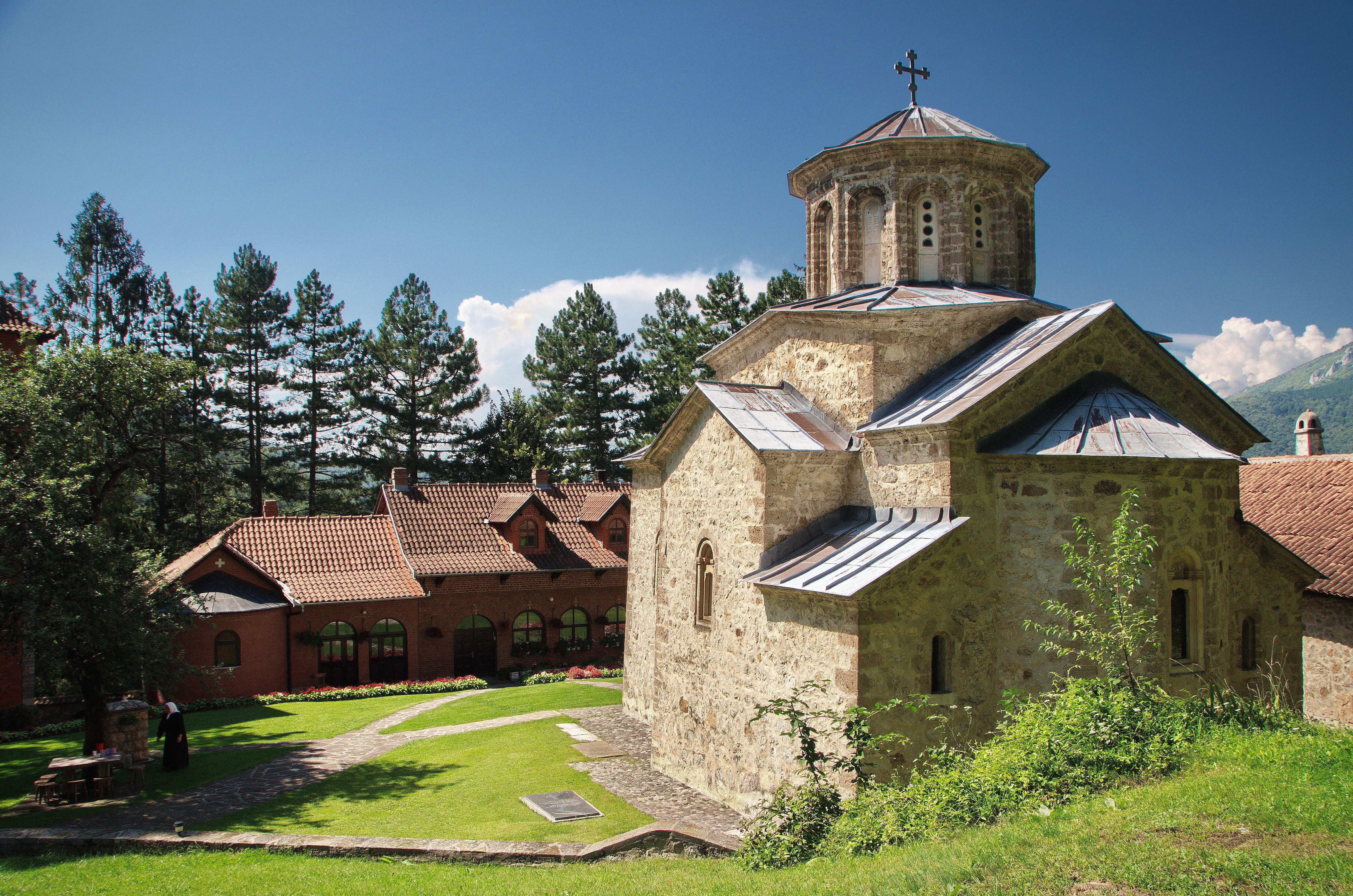
Монастир св. Трійці

Був закладений на лівому березі і вперше згаданий 1525 р. Стояв закинутим до відновлення 1811 р. Зруйнований 1910 р. при будівництві залізниці. Відновлений на правому березі і освячений у жовтні 1940 р. Під його управлінням перебувають церкви св. Сави і печерна каплиця.

### Монастир св. Трійці
Вперше описані 1815 р. руїни монастиря, де жили два священики з сім'ями. У XX ст. стояв покинутим і підпорядкованим монастиреві Стрітення. Відновлений 1979 р., церква є парафіяльною для сусідніх селищ. Вівтар походить з 1868 р. Залишки фрескового розпису XVII ст.       

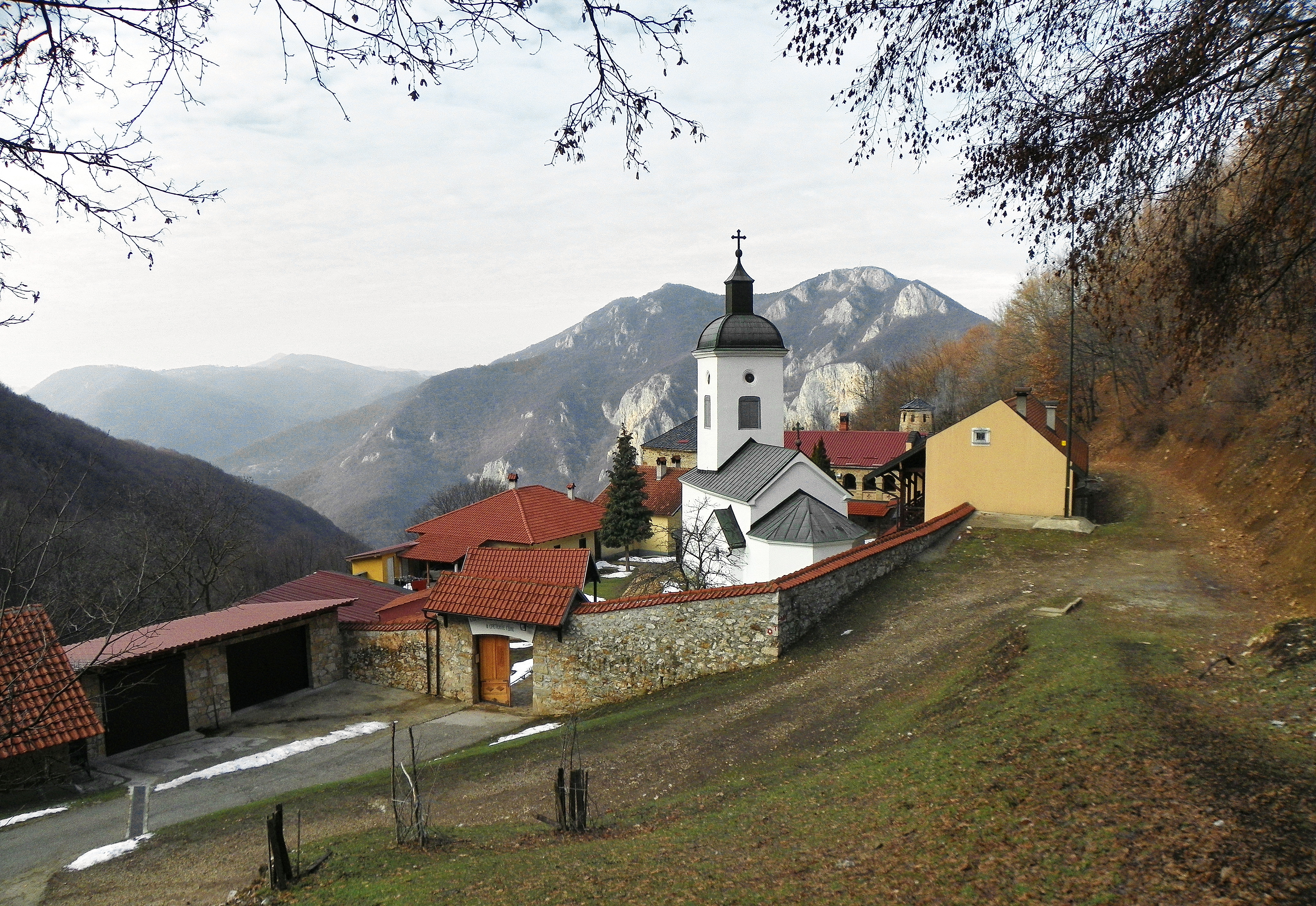
Монастир Стрітенський

### Монастир Стрітенський
Монастир розташований на вершині гори Овчар. Мав бути закладений у XIII ст. Вперше згаданий 1571 р., коли вимурували церкву. Стояв покинутим і був відновлений 1818 р. Оздоблення, фрески походять з середини XIX ст. Відновлений 1988 р.   

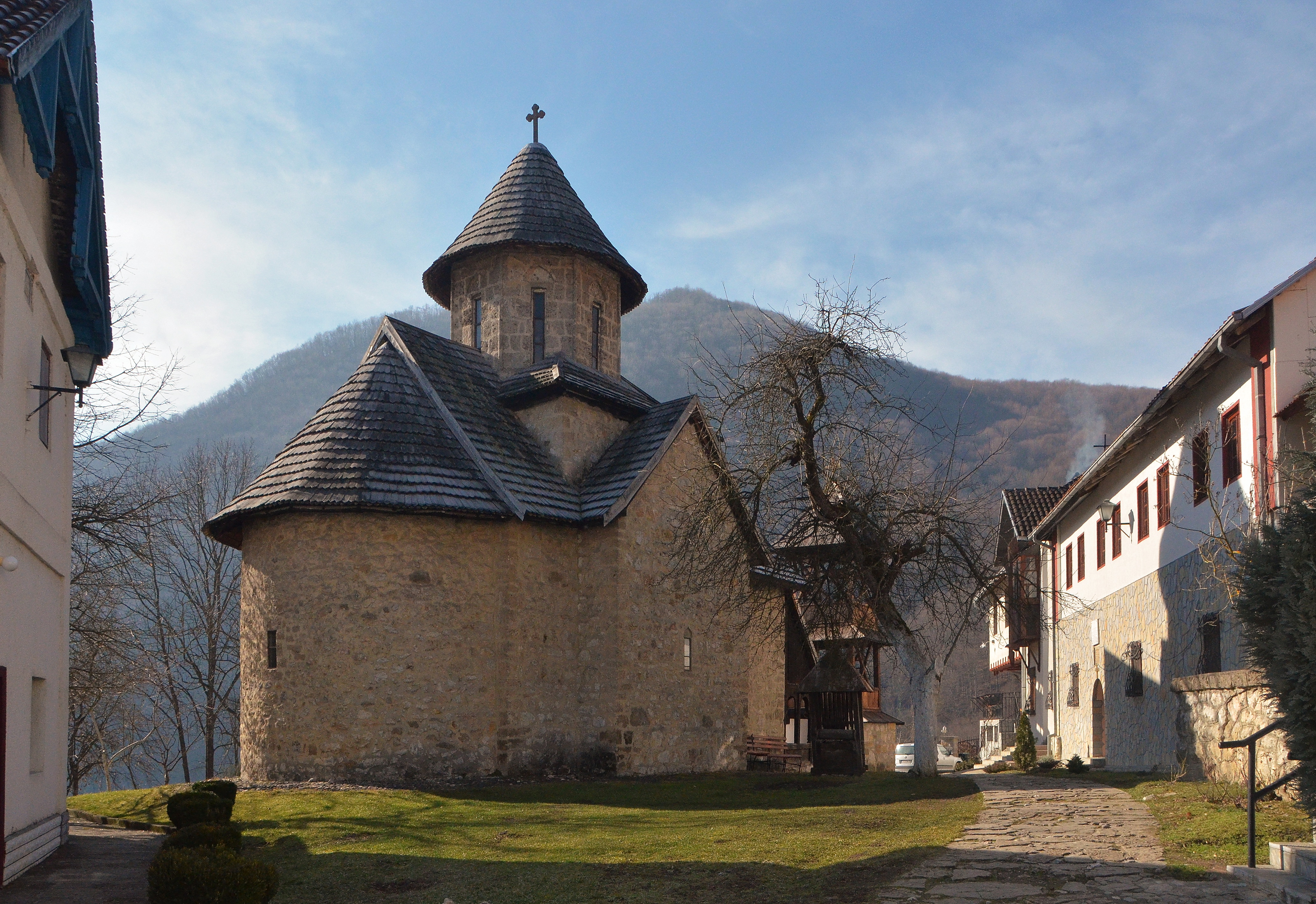
Монастир Благовіщення

### Монастир Благовіщенський
Монастир розташовано на лівому березі річки на під горою Каблар над ГЕС "Ястребац Баня". Закладений у XII-ХІІІ ст., відколи походить частина мурів церкви, докорінно перебудованої 1602 р. Монастир славився школою оздоблення рукописів. Збереглась ікона з часу його заснування. Будівлі монастиря походять з різних періодів до XIX-ХХ ст.    

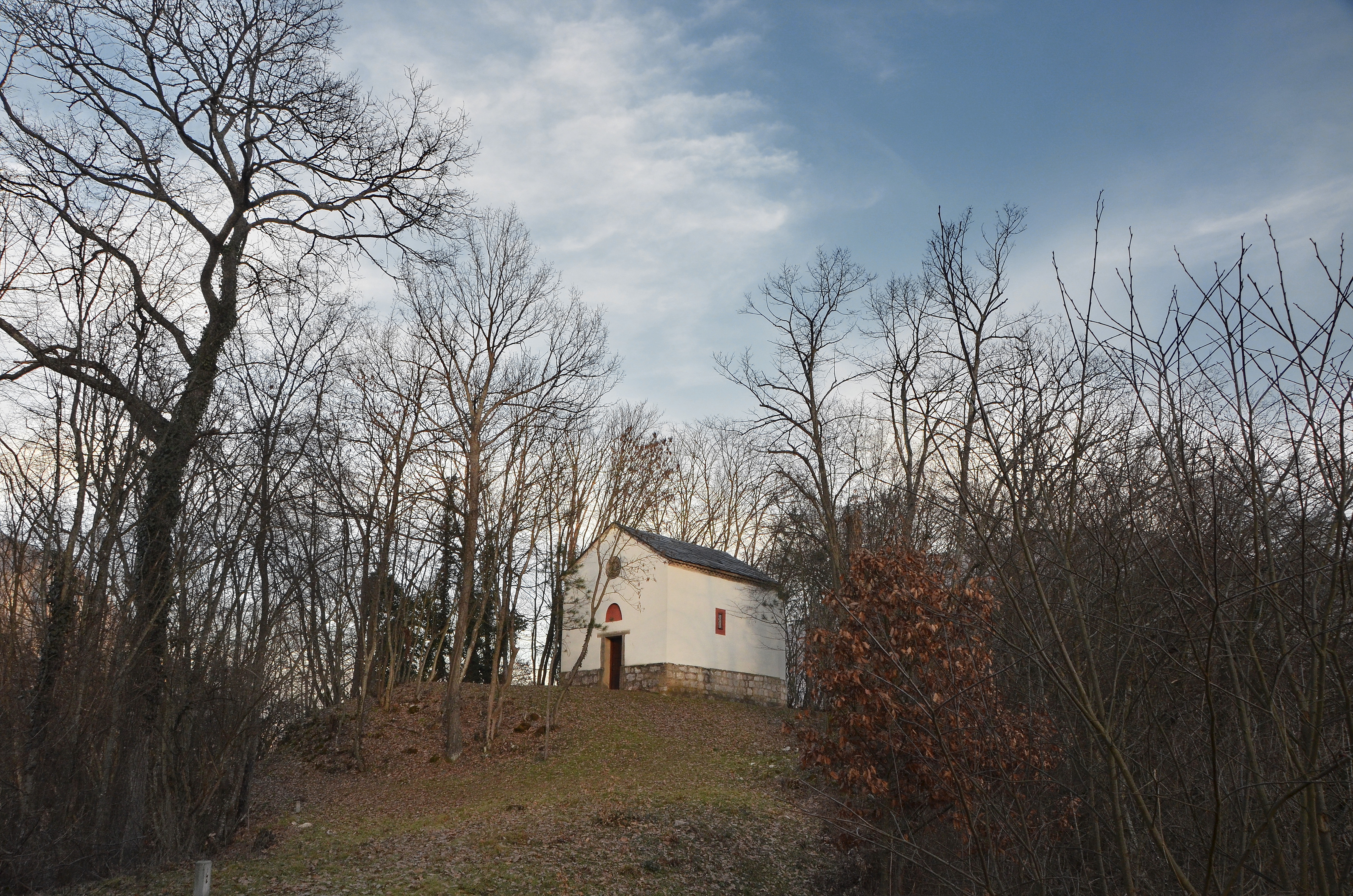
Монастир св. Іллі

### Монастир Іллінський
Стоїть на пагорбі серед лісу над монастирем Благовіщення. Час закладення монастиря невідомий.На XIX стояв в руїні. Церква відбудована 1939 р. меншою за давнішу. Невелика будівля монастиря стоїть незаселеною, через що монастир не діє.    

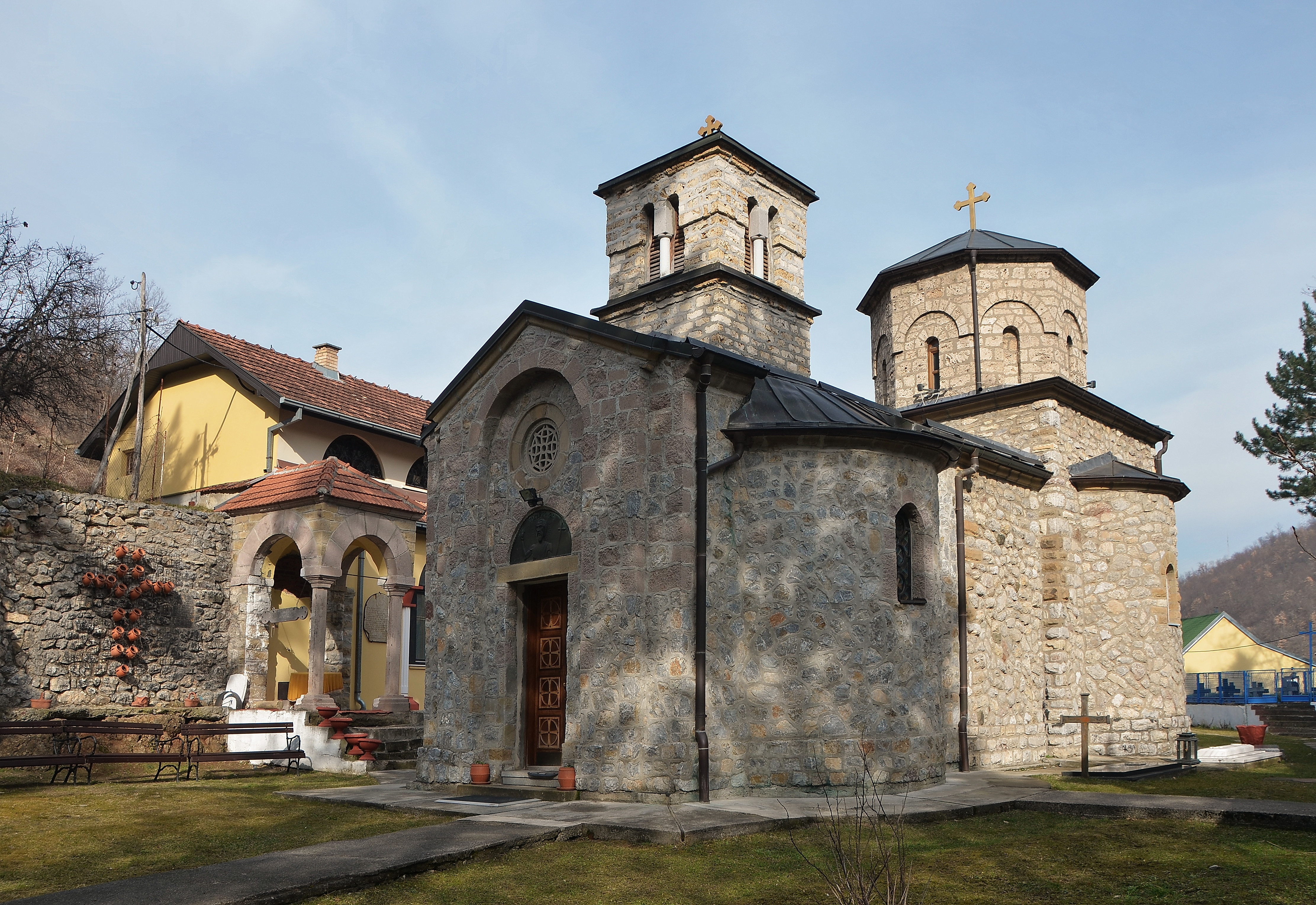
Монастир Івана Хрестителя

### Монастир Івана Хрестителя
Імовірно, був закладений до 1389 р.жіночий монастир. Затоплений 1954 р. при водосховищем ГЕС. Відбудований 1957 р. з відтворенням вигляду старої церкви. Отримав статус Лаври. Святинею монастиря є ікона Богородиці, привезена 1917 р.

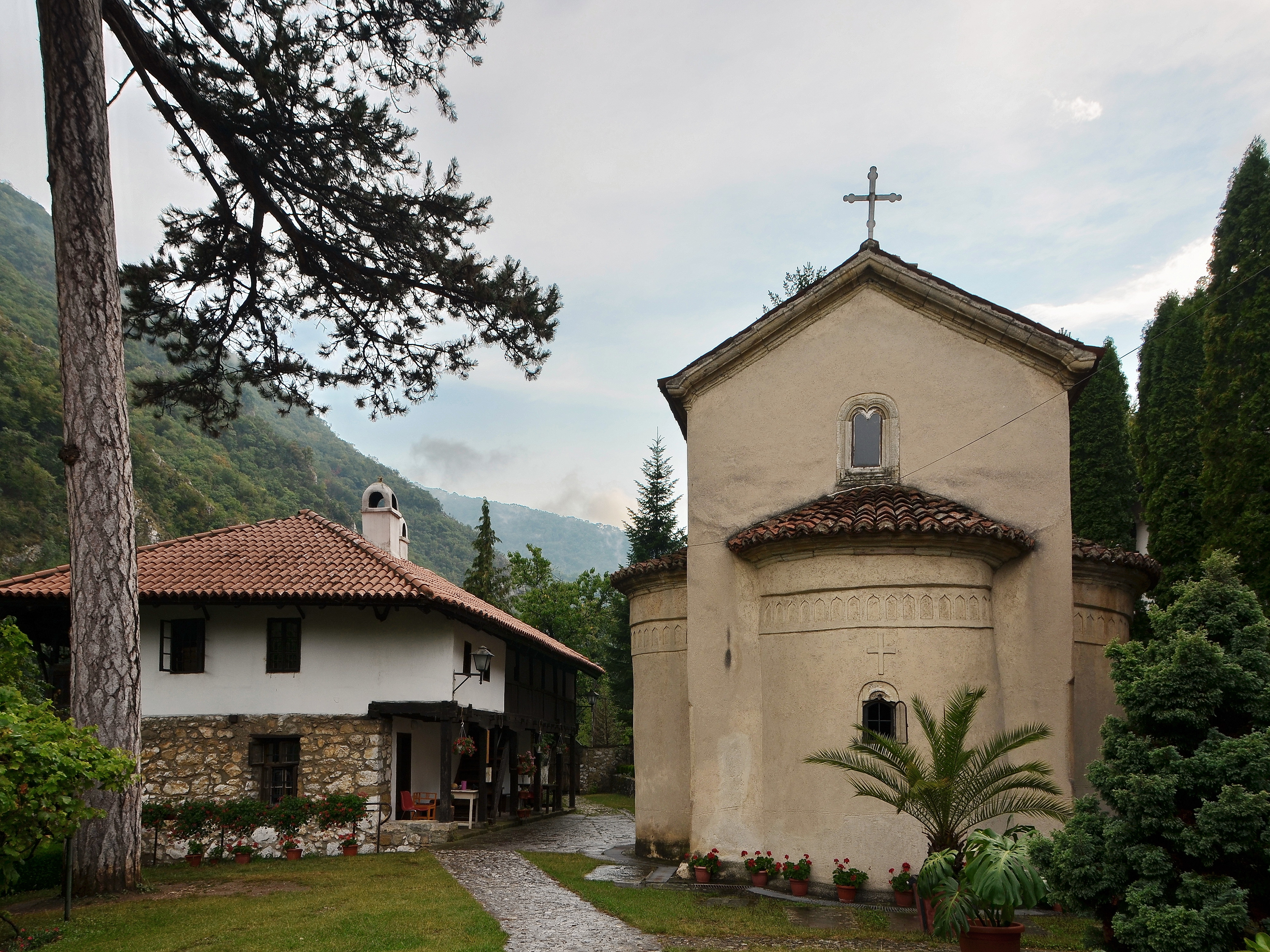
Монастир Миколаївський

### Монастир Миколаївський
Монастир заклав у XII ст. Стракімір Завидович у підніжжі гори Каблар. У часи розквіту жило до 300 ченців. Ікона св. Миколи 1489 р. зберігається у Національному музеї Белграду, Євангеліє було викрадене під час Першої світової війни і віднайдене у Дубліні. У церкві збережені фрески 1587 р. і 1637 р. Монастир відбудований 1817 року жіночим.  

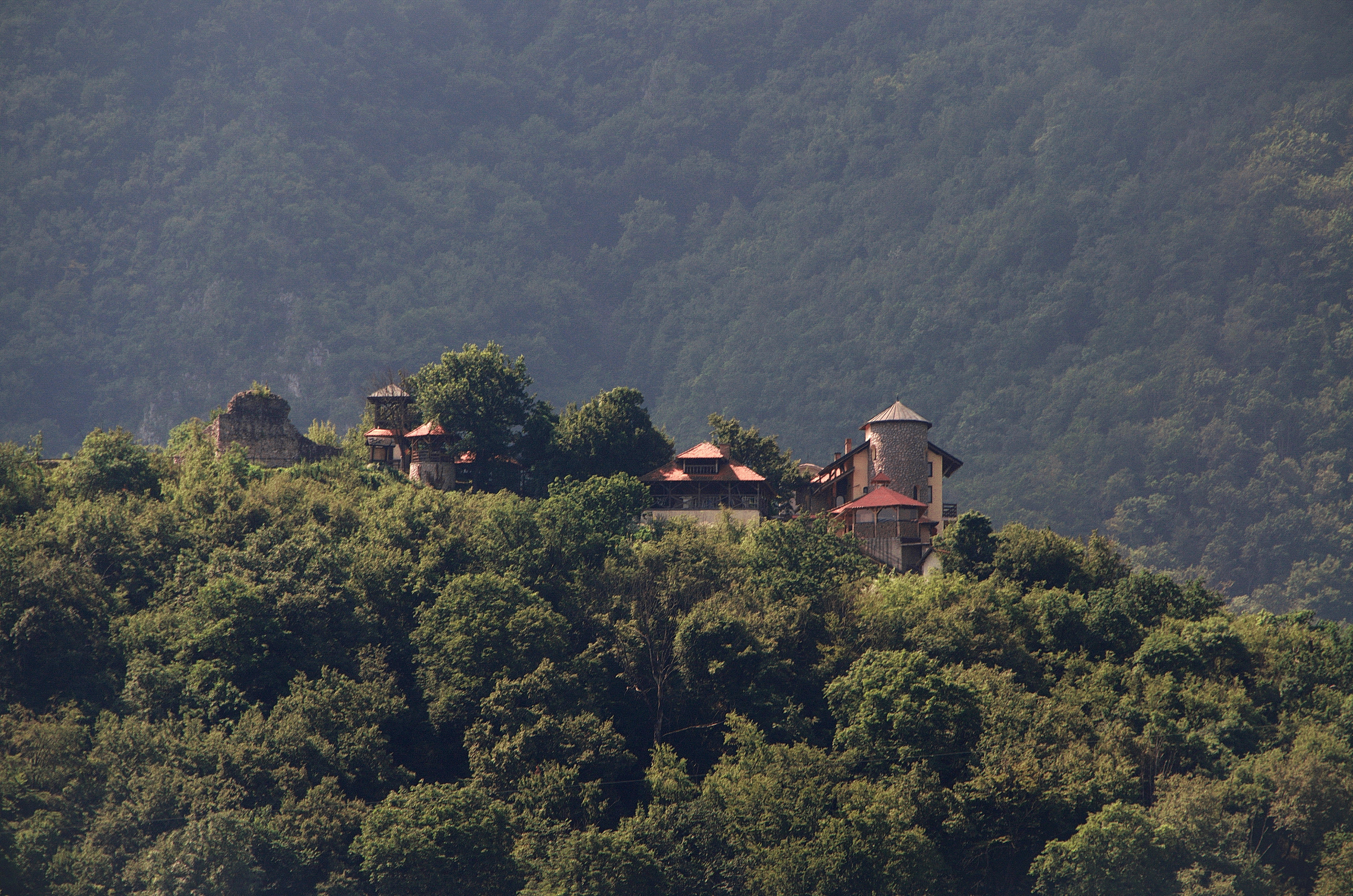
Монастир Успіння Богородиці

### Монастир Успіння Богородиці
Розміщений над монастирем Івана Хрестителя на вершині гори. Вперше згаданий 1536 р. На 1820 р. стояв зруйнованим. Відбудований 1939 р., як філія Іоанівського монастиря. Розписаний художником Іваном Мельниковим. У післявоєнний час закинутий і з 2003 р. відновлений жіночим монастирем з освяченням 2005 р. Храм розділений на Успенську церкву (зліва) і Церкву Ефеських мучеників.     

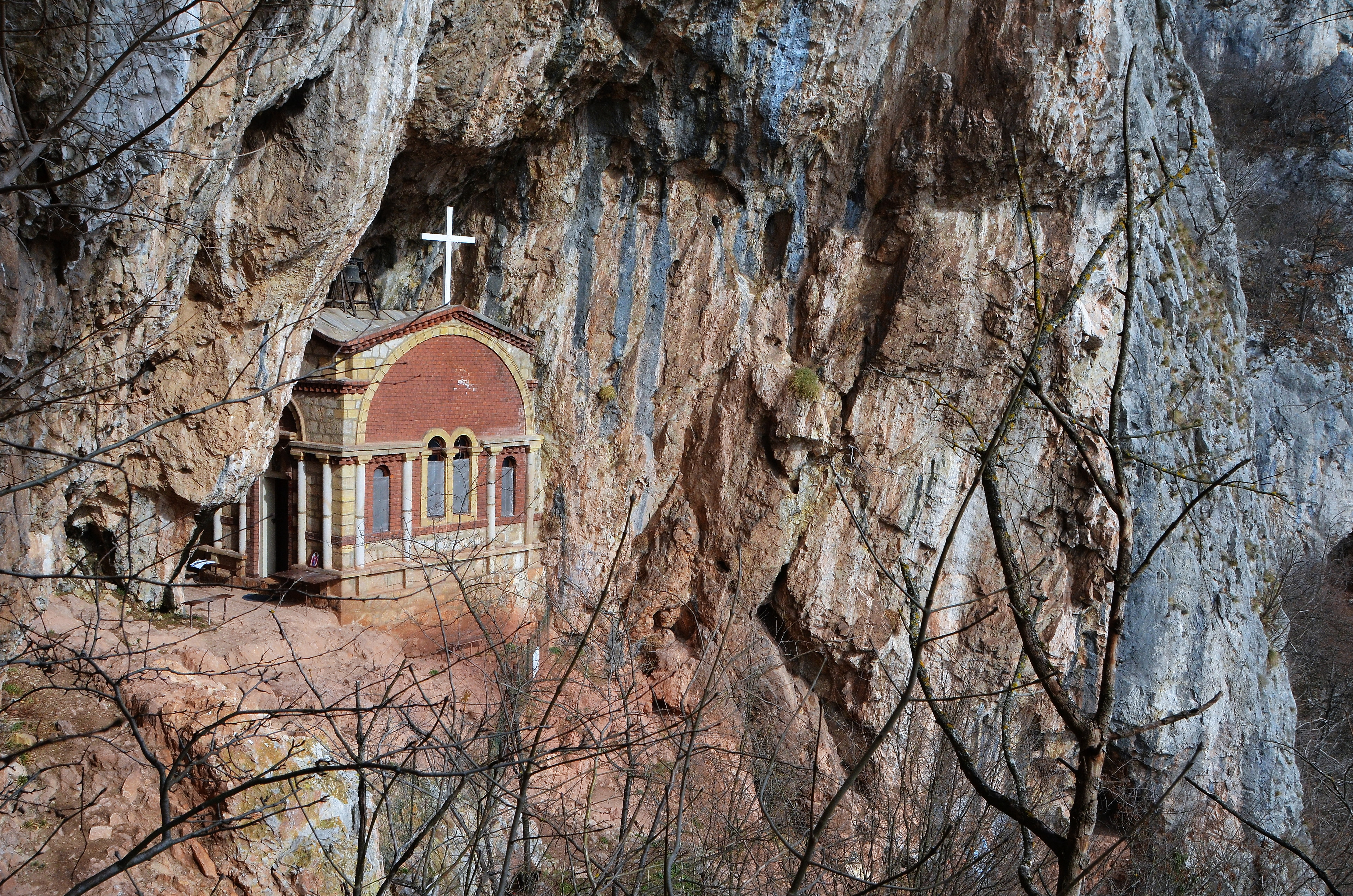
Каплиця св. Сави

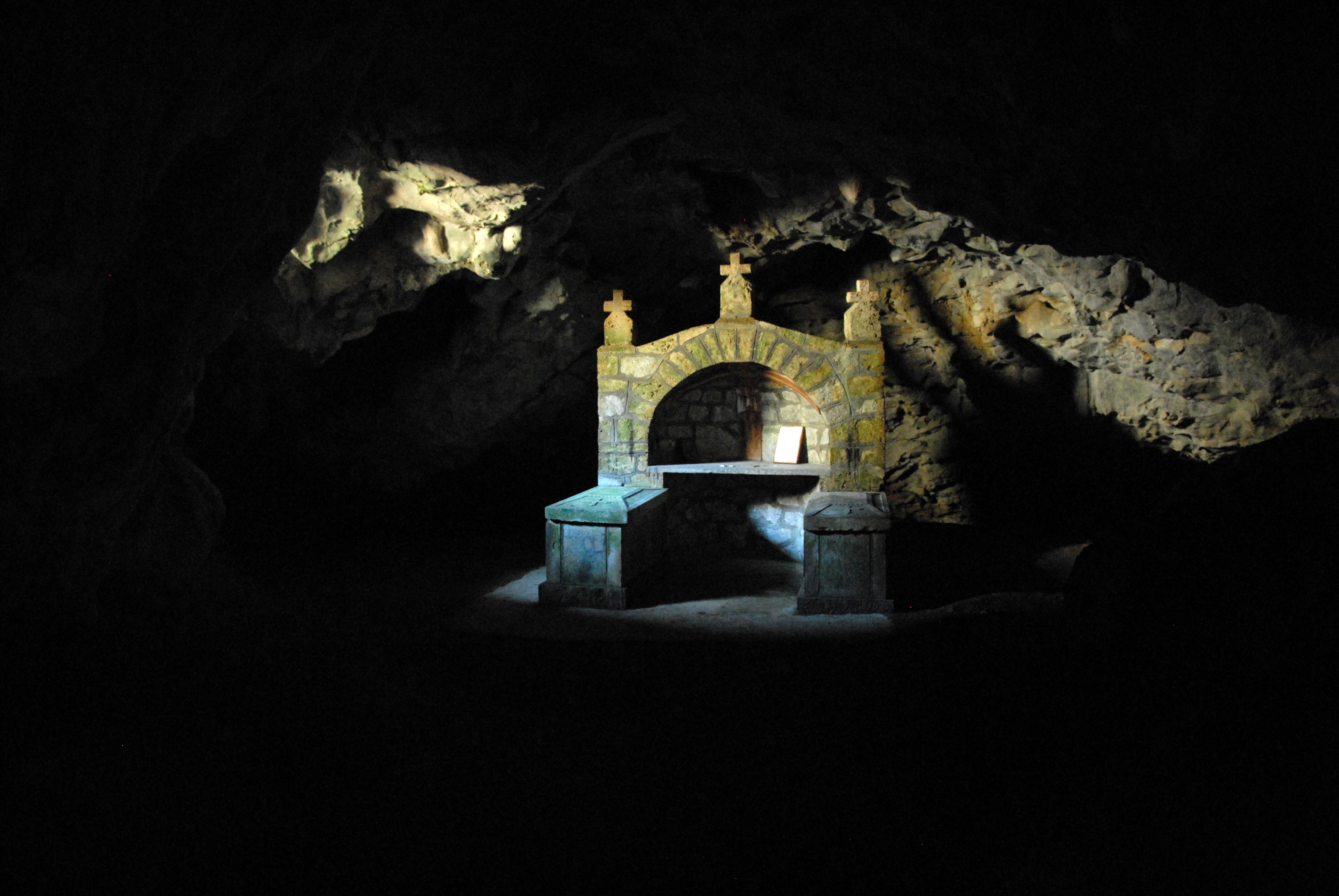
Каплиця Кадениця

### Церква св. Сави
На скелі гори Каблар розташована печера, де за легендою молився Святий Сава, змусивши текти цілющу воду з скелі. Церква була збудована 1938 р. і відкрита 1966 р. Церква підпорядкована Преображенському монастирю. Поряд у печері ховались люди від турків, які перед печерою запалили багаття. Люди задихнулись від диму, через що печера отримала назву Кадениця. Кістки загиблих 1936 р. перезахоронили у саркофазі. Печера відкрита для людей 1991 р. і знаходиться у віданні Преображенського монастиря.